# سامي هيبيا

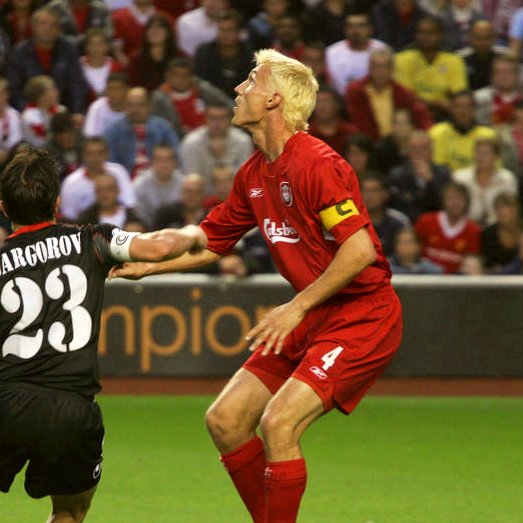
سامي هيبيا

سامي توماس هيبيا (Sami Hyypiä)، من مواليد 7 أكتوبر 1973 في بورفو في فنلندا، لاعب كرة قدم فنلندي سابق.
نشاء مع نادي كومو عام 1977 وهو بسن 4 سنوات حتى بلغ سن الرابع عشر في موسم 1989 انتقل إلى نادي بيب ولعب معهم حتى عام 1990 وشارك في 3 لقاءات ولم يسجل أي هدف وفي عام 1990 عاد إلى ناديه الام نادي كومو إلى الفريق الأول ولعب معهم حتى عام1991 وشارك في 22 لقاء في مختلف المسابقات وسجل هدف في كأس فنلندا، وفي عام 1992 انتقل إلى نادي ميبا الفنلندي، ولعب معهم حتى عام 1995، وشارك معهم في 114 مباراة في مختلف المسابقات، وسجل 9 أهداف في مختلف المسابقات، وفي عام 1995 انتقل إلى نادي فيلم 2 تيلبورغ الهولندي، ولعب معهم حتى عام 1999، وشارك معهم في 113 مباراة في مختلف المسابقات وسجل 4 أهداف بمختلف المسابقات، وفي عام 1999 انتقل إلى نادي ليفربول الإنجليزي ولعب معهم حتى عام2009, وشارك معهم في 460 مباراة في مختلف المسابقات وسجل 35 هدف بمختلف البطولات ولكن في نهاية موسم 2009 قرر سامي الرحيل من النادي الإنجليزي لمصلحة بايرليفركوزن ولكن قبل الرحيل أكد انه سيعود إلى ليفربول يوما ما، وفي عام 2009 انتقل إلى نادي بايرن ليفركوزن لعب حتى عام 2010 وشارك معهم في 61 لقاء بمختلف البطولات وسجل 3 اهداف حتى إعلانه اعتزال اللعب نهائيا وهو الآن يدرب الفريق الثاني لنادي ليفركوزن قبل أن تتم اقالته من تدريب منتخب فنلندا الذي دربه من 2010 إلى 2012 .
و قد بدأ باللعب مع منتخب فنلندا لكرة القدم في عام 1992 وحتى عام 2010، وشارك معهم في 105 لقاء وسجل 5 أهداف، سجل أول هدف دولي ضد منتخب أيرلندا الشمالية في تصفيات امم أوروبا عام 1998
الاهداف الدولية التي سجلها اللاعب كانت ضد كل من ((أيرلندا 2، ازربيجان 1، صربيا 1، كازخستان 1))

## روابط خارجية
- سامي هيبيا على موقع الاتحاد الدولي (مؤرشف)  (الإنجليزية)
- سامي هيبيا على موقع الاتحاد الأوربي (الإنجليزية)
- سامي هيبيا على موقع إي إس بي إن إف سي (الإنجليزية)
- سامي هيبيا على موقع قاعدة بيانات كرة القدم.إي يو (الإنجليزية)
- سامي هيبيا على موقع بيانات كرة القدم. دي إي (الألمانية)
- سامي هيبيا على موقع ناشيونال فوتبول تيمز (الإنجليزية)
- سامي هيبيا على موقع Soccerbase.com (لاعب) (الإنجليزية)
- سامي هيبيا على موقع عالم كرة القدم.نت (الإنجليزية)
- سامي هيبيا على موقع كووورة